# Nedim Sönmez
Nedim Sönmez (* 1957 in Havsa) ist ein deutsch-türkischer Künstler, Buntpapierexperte und Museumsgründer. Er lebte seit 1980 in Deutschland und ist jetzt in Izmir tätig. Er wurde als Vertreter der türkischen Marmorierkunst (Ebru) international bekannt, befasst sich intensiv mit der Geschichte des Buntpapiers und gründete in Izmir an der Ege Üniversitesi ein Museum für Papier- und Buchkunst.

## Leben
Sönmez ist Absolvent des Lehrerseminars in Edirne, wo er 1972 bis 1975 zum Grundschullehrer ausgebildet wurde. Es folgte ein Zweitstudium an der Fakultät für Betriebswirtschaftslehre der Universität Istanbul. Er lernte 1979 bei einem Studienaufenthalt in Warschau seine spätere Frau Yvonne Jäckle kennen. Sönmez kam 1980 nach Konstanz und 1985 nach Tübingen. Er befasste sich intensiv mit der türkischen Marmoriertechnik und stellte seit 1982 aus. Es folgte eine intensive Phase der Zusammenarbeit mit Yvonne Jäckle-Sönmez. 25 Jahre lang lebte er als Marmorierkünstler in der Bundesrepublik Deutschland. Während dieser Zeit stellte er seine Arbeiten im Rahmen von 80 Einzelausstellungen weltweit in renommierten Museen und Galerien aus. Dann kehrte Sönmez in die Türkei zurück. In Izmir konnte er an der Ege Üniversitesi den lange gehegten Plan eines ersten türkischen Museums für Papier- und Buchkunst umsetzen, in das er zum großen Teil Objekte seiner persönlichen Sammlung einbrachte. Dort setzt Sönmez als Koordinator des Museums seine Forschungsaktivitäten und seine künstlerische Tätigkeit fort.

## Werk

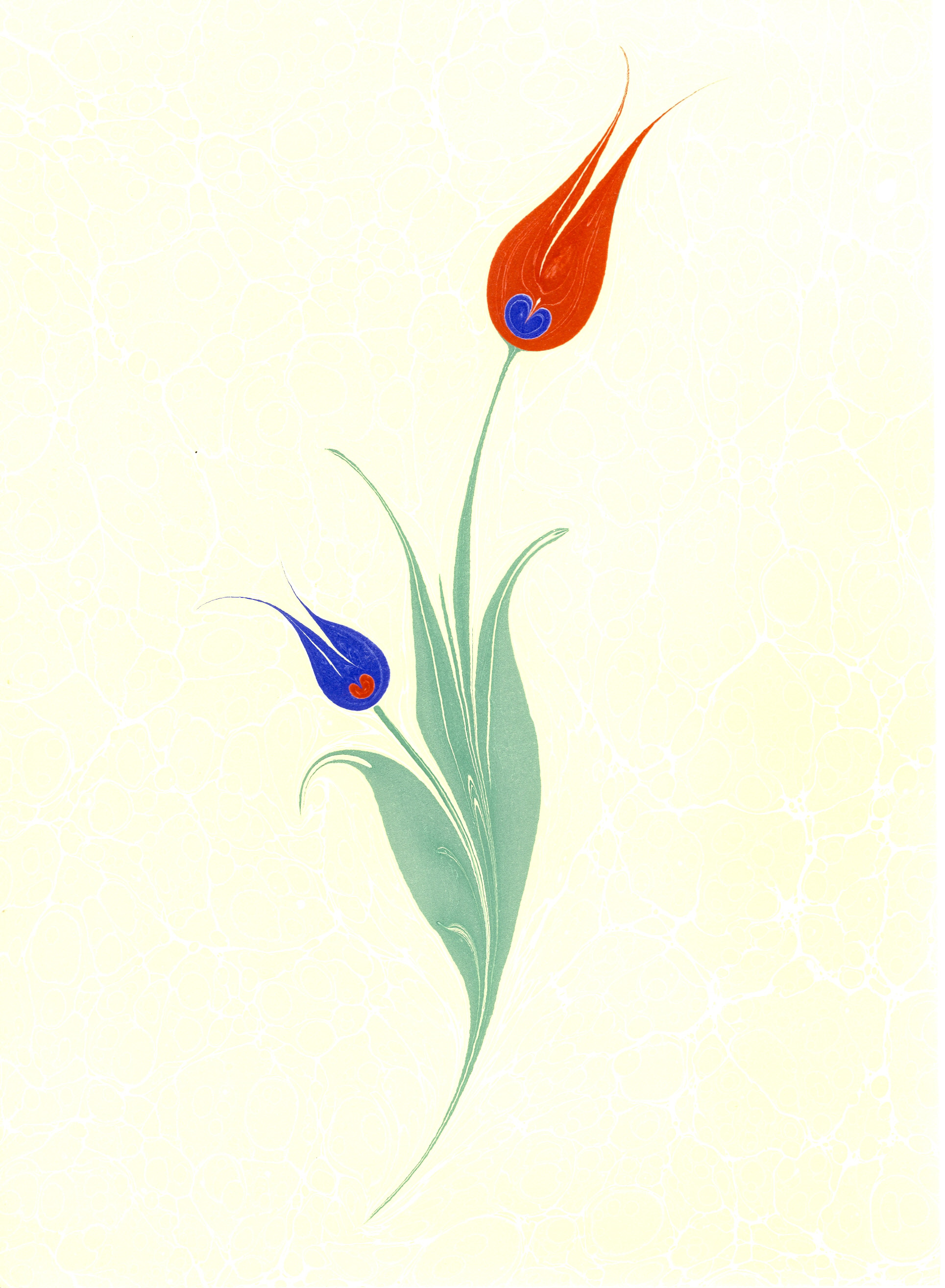
Nedim Sönmez: Tulpe, Ebru-Technik

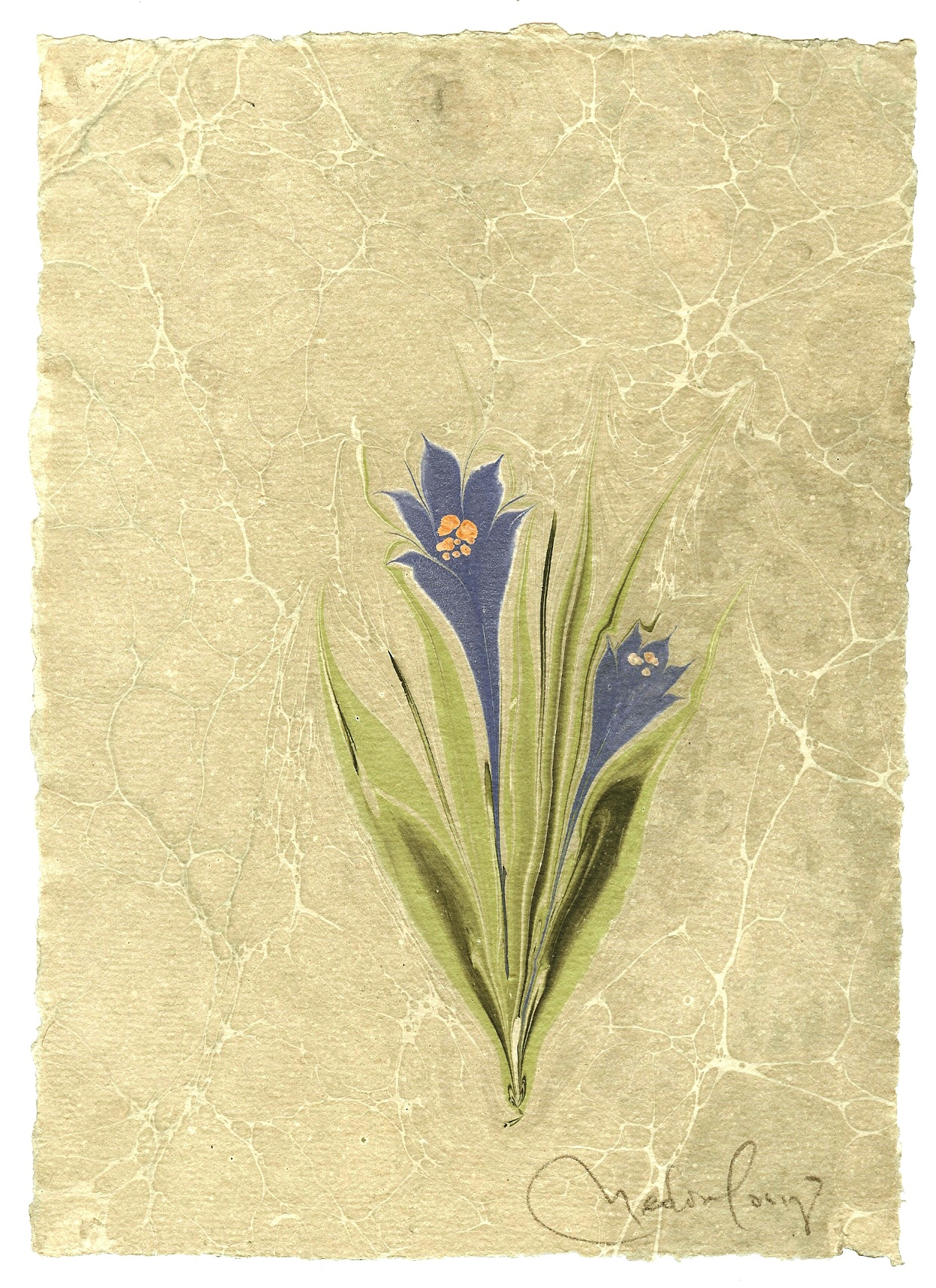
Nedim Sönmez: Enzian, Ebru-Technik

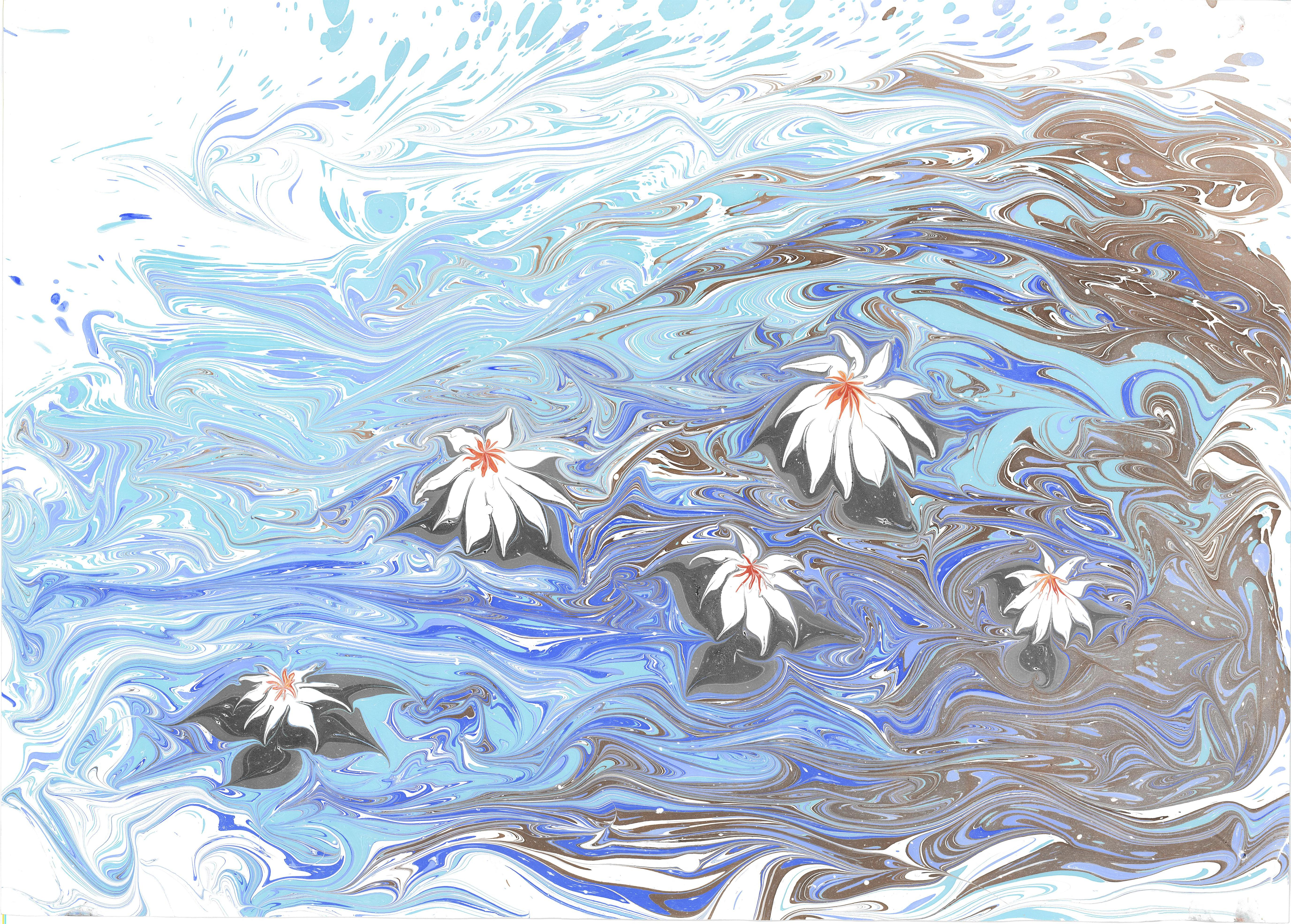
Nedim Sönmez: Seerosen 1, Ebru-Technik

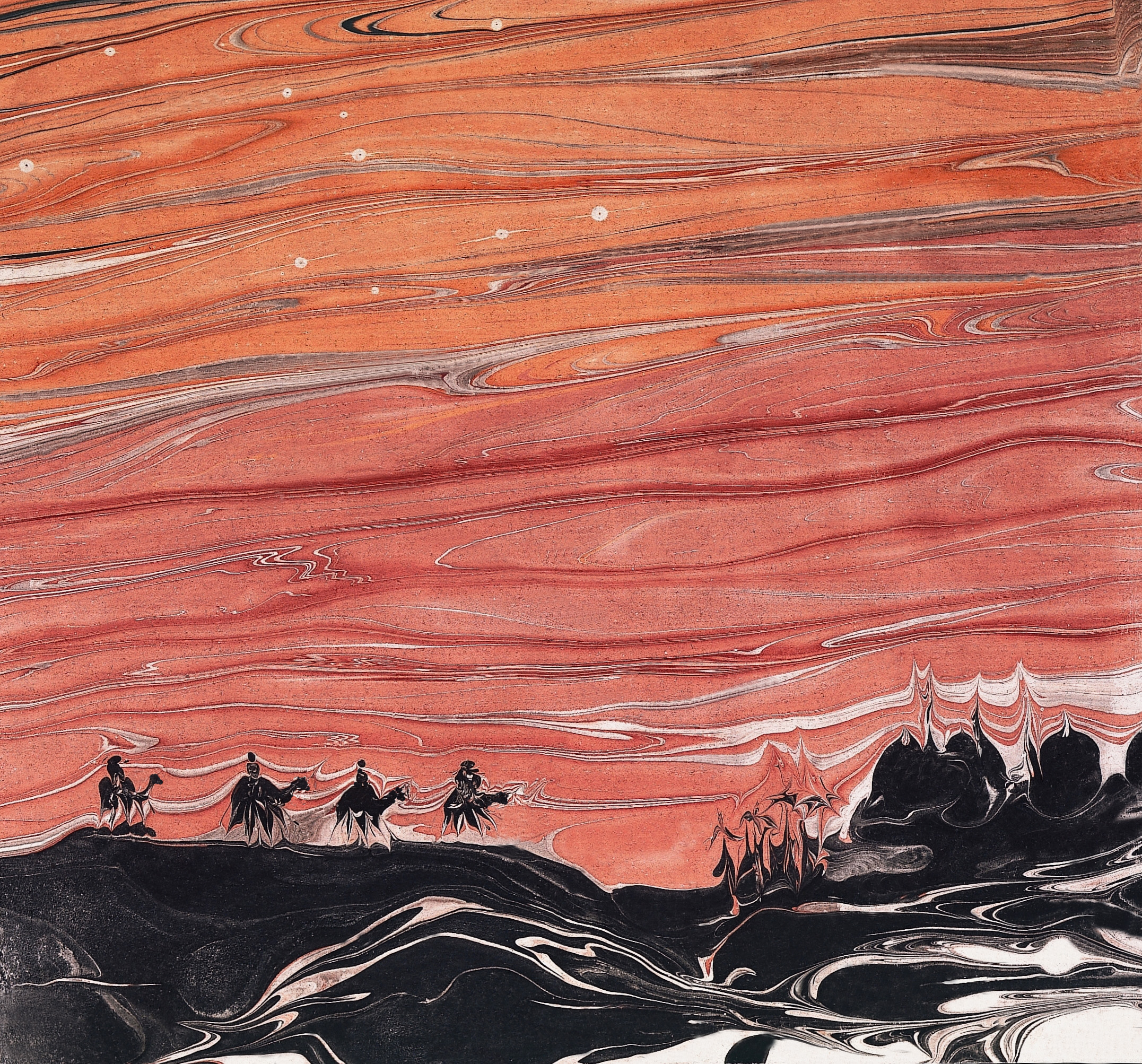
Nedim Sönmez: Karawane, Ebru-Technik

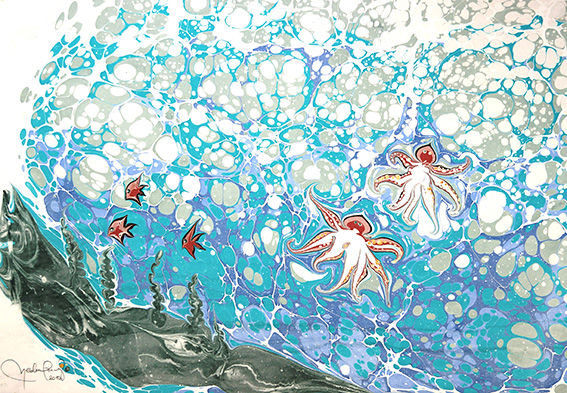
Nedim Sönmez: Unterwasser 1, Ebru-Technik

Als Künstler befasst sich Sönmez intensiv mit der türkischen Ebru-Technik des Marmorierens und den spezifischen Motiven, die in der osmanischen Zeit entstanden sind. Dabei interessiert er sich unter anderem für eine spezielle Form der Schablonentechnik (Akkase), die im 16. Jahrhundert in Istanbul entwickelt wurde. Motive der Osmanischen Kalligrafie werden als Schablone geschnitten und auf den marmorierten Grund aufgelegt, bevor die Farben mit einem Papier abgehoben werden. Der Schriftzug steht dann als helle Aussparung in der marmorierten Fläche. Mit seinem außergewöhnlichen und einzigartigen Stil konnte er die bislang geläufige Motivik von Blumen, Texturen und Mustern erweitern und individuelle Bildmotive erschaffen. Besondere Beachtung finden seine in Ebru-Technik realisierten visionären Landschaften und Unterwasserwelten, die in besonderer Weise für seine künstlerische Eigenständigkeit charakteristisch sind. Seine Buntpapierarbeiten sind in den großen europäischen und nordamerikanischen Buntpapiersammlungen und Kunstbibliotheken vertreten.
Als Historiker des Buntpapiers befasst sich Sönmez intensiv mit den Ursprüngen verschiedener Buntpapiertechniken und den Wechselwirkungen zwischen der osmanischen Welt und vor allem dem deutschsprachigen Kulturraum, wo man seit dem späten 16. Jahrhundert unter anderem bei Stammbüchern ein großes Interesse für Türkisches Papier konstatieren kann. Durch zahlreiche Bücher, Artikel und Vorträge brachte er seine Forschungsarbeiten über die Marmoriertechnik und die Geschichte des Ebru einem großen Publikum nahe.

## Veröffentlichungen
- Die Geschichte der marmorierten Blumen. Mit 10 original marmorierten Blumen = A history of marbled flowers. Jäckle-Sönmez, Tübingen 1991.
- Ebru. Marmorpapiere. Maier, Ravensburg 1992. ISBN 3-473-48104-1
- Ebru – Türkisch Papier. In: Kompendium Zeitgenössischer Handpressendrucke, Nr. 8, Hamburg, 1992, S. 17–30.
- Grundkurs Marmorieren. Technik, Muster, Motive. Christophorus-Verlag, Freiburg im Breisgau 1993. ISBN 3-419-53518-X
- Vom Ebru zum Marmorpapier. In: Restauro, Mitteilungen der IADA, 100. Jahrgang, Nr. 1, München, Januar–Februar 1994, S. 18–25.
- Vom Ebru zum Marmorpapier. Zur Geschichte des Marmorpapiers im Orient und seinem Weg nach Europa. Mit elf Original-Marmorpapieren. Jäckle-Sönmez Marmorierwerkstatt und Verlag, Tübingen 1995.
- Turckisch Papir. Eine kurze Geschichte des Marmorierens im Orient und in Deutschland ; mit 10 Original-Marmorpapieren. Jäckle-Sönmez, Tübingen 1995.
- Sönmez. Klassische Marmoriermuster mit 110 eingeklebten original Marmorpapieren = classic marbling patterns with 110 original tipped in samples of marbled papers. Nedim & Nuran Sönmez, Tübingen 2001.
- Sönmez Türkische Ebru-Muster. Mit 45 eingeklebten original-Marmorpapieren. Nedim & Nuran Sönmez, Tübingen 2002.
- Sönmez Osmanische Motive in der Marmoriertechnik. Mit 25 original Marmorpapieren, davon 1 Original als Einband-Überzug = Sönmez Ottoman motifs in the art of marbling. With 25 original samples of marbled papers, of which one is cover jacket. Nedim & Nuran Sönmez, Tübingen 2003.
- Tigeraugen-Marmor = tiger-eye marble. Mit 58 original Marmorpapieren; with 58 original samples of marbled papers. Nedim & Nuran Sönmez, Tübingen 2004.
- Marbled landscapes. With six original samples of marbled landscapes. Nedim Sönmez, Izmir 2007.
- Spirals in marbling. With 15 original samples of new marbled patterns with spiral forms. Nedim Sönmez, Izmir 2008.
- Under the surface with ten original samples of marbled pictures of the underwater world's nature. Nedim Sönmez, Izmir 2009.
- Sönmez on Stamps I: Marbled Flowers. With six stamps printed by Turkish postal system. Izmir 2017.
- Sönmez on Stamps II: Marbled Landscapes. With six stamps printed by Turkish postal system. Izmir 2017.
- Marmorierte Vorsätze in deutscher Buchbinderkunst: Neue Stammbuch-Forschungen in der Herzogin Anna Amalia Bibliothek in Weimar über die Verwendung des Marmorpapiers als Vorsatz im 17. Jahrhundert in Deutschland. In: Einband-Forschung, Heft 44, April 2019, S. 20–27.
- Neueste Funde über die Geschichte des Marmorierens in Europa. Marmorierte Blumen in der Herzog August Bibliothek Wolfenbüttel. In: Einband-Forschung, Heft 49, Oktober 2022, S. 19–25.
- “Homage to Monet” – Marbled Water Lilies. Izmir 2022.

## Ausstellungen (Auswahl)
- 1982: Bibliothek der Universität Konstanz
- 1985: Städtische Galerie Kornhaus Tübingen
- 1986: Gutenberg-Museum Mainz: Marmorierte Bilder (Türkische Buntpapiere) von Nedim Sönmez
- 1986: Schweizerisches Museum für Papier, Schrift und Druck
- 1987: Linden-Museum Stuttgart
- 1987: Rautenstrauch-Joest-Museum Köln
- 1988: Deutsches Tapetenmuseum Kassel
- 1989: Museum für Kunsthandwerk Frankfurt am Main
- 1998: Türkische Botschaft Riad, Saudi-Arabien
- 1999: Tropenmuseum Amsterdam
- 1999: Universitätsmuseum Uetrecht
- 2012: Ege Üniversitesi Atatürk Kültür Merkezi Izmir
- 2014: Ege Üniversitesi, Papier- und Buchkunst-Museum, Izmir
- 2022: Galerie Kultur Mitte, Krems an der Donau